# Physicians for Human Rights
Physicians for Human Rights (PHR, deutsch: Ärzte für Menschenrechte) ist eine US-amerikanische gemeinnützige Nichtregierungsorganisation für Menschenrechte, die Medizin und Wissenschaft nutzt, um Massenverbrechen und schwere Menschenrechtsverletzungen weltweit zu dokumentieren und dagegen zu kämpfen. Die Organisation wurde 1986 gegründet und hat ihren Hauptsitz in New York City mit weiteren Büros in Boston, Washington, D.C. und Nairobi.

## Geschichte

### Gründung
Die Ursprünge von PHR gehen auf das Jahr 1981 zurück, als Jonathan Fine, ein Hausarzt aus Boston, kurzfristig nach Chile reiste, um eine Delegation zur Befreiung von drei prominenten Ärzten zu leiten, die vom Regime General Augusto Pinochets inhaftiert worden waren. Die drei chilenischen Ärzte wurden fünf Wochen nach Fines Besuch freigelassen.
1986 gründete Fine zusammen mit Jane Green Schaller, Robert Lawrence, Jack Geiger und Carola Eisenberg die Organisation Physicians for Human Rights. Die Gründung basierte auf der Erkenntnis, dass Ärzte und andere Gesundheitsfachkräfte über einzigartige Fähigkeiten und Glaubwürdigkeit verfügen, die bei der Untersuchung und Dokumentation von Menschenrechtsverletzungen von großer Bedeutung sind.

### Entwicklung und Erfolge
Seit ihrer Gründung haben PHR-Teams den Einsatz chemischer Waffen gegen Zivilisten im Irak aufgedeckt, Massengräber in Bosnien und Ruanda für internationale Tribunale exhumiert und Beweise für strafrechtliche Ermittlungen zu Folter und außergerichtliche Hinrichtungen in Ländern wie Kolumbien, Honduras, Libyen, Mexiko, Peru und Sierra Leone geliefert.
1997 erhielt PHR gemeinsam mit der International Campaign to Ban Landmines den Friedensnobelpreis „für ihre Arbeit zum Verbot und zur Räumung von Antipersonenminen“. Nach ihrer 1991 durchgeführten Untersuchung der gesundheitlichen Auswirkungen von Landminen in Kambodscha veröffentlichte PHR in Zusammenarbeit mit Human Rights Watch den ersten Bericht, der ein Verbot von Landminen forderte.
PHR war auch maßgeblich an der Entwicklung internationaler Standards für die Dokumentation von Menschenrechtsverletzungen beteiligt. Vincent Iacopino, ein Mitarbeiter der Organisation, spielte eine führende Rolle bei der Entwicklung des Istanbul-Protokolls, dem anerkannten internationalen Standard zur Dokumentation von Folter und Misshandlung. Ebenso war der Direktor des Internationalen Forensik-Programms an der Überarbeitung des Minnesota-Protokolls beteiligt, der internationalen Richtlinie zur Untersuchung potenziell rechtswidriger Todesfälle.

## Programme und Arbeitsbereiche

### Internationales Forensik-Programm
Das Internationale Forensik-Programm (IFP) nutzt forensische Untersuchungen wie Autopsien sowie medizinische und psychologische Bewertungen, um die Art der Misshandlungen zu bestimmen, die Opfer erlitten haben. Diese Bewertungen können als Beweise für Strafverfolgungen dienen oder zur Aufmerksamkeit auf Verbrechen lenken. Das IFP hat forensische Untersuchungen für Institutionen wie den Internationaler Strafgerichtshof für das ehemalige Jugoslawien und den Internationaler Strafgerichtshof für Ruanda durchgeführt.
Experten des IFP umfassen forensische Pathologen, forensische Anthropologen sowie analytische Wissenschaftler wie Schusswaffenprüfer.

### Forensisches Ausbildungsinstitut
Das Forensische Ausbildungsinstitut (FTI) wurde ins Leben gerufen, um lokale Kapazitäten für forensische Untersuchungen und Dokumentation zu stärken. Das Institut zielt darauf ab, die Fähigkeiten des medizinischen Personals zur Dokumentation von Folter, Massenverbrechen, sexueller Gewalt und der Verfolgung von Gesundheitspersonal zu verbessern. Es bildet auch Rechts- und Strafverfolgungsfachkräfte aus, die über lokale, nationale und internationale Justizmechanismen Rechtsmittel suchen.
Das FTI-Programm von PHR hat Partner in Afghanistan, Burma, der Demokratische Republik Kongo, Kenia, Kirgisistan, Syrien, Tadschikistan und den Vereinigten Staaten.

### Programm zu sexueller Gewalt in Konfliktgebieten
Das 2011 gestartete Programm zu sexueller Gewalt in Konfliktgebieten stärkt sektorübergreifende Reaktionen auf sexuelle Gewalt in der Demokratischen Republik Kongo und Kenia durch Schulungsworkshops für Gesundheits-, Strafverfolgungs- und Rechtsfachkräfte. Das Programm hat ein Büro im Panzi-Krankenhaus des renommierten Gynäkologen Denis Mukwege in Bukavu, Demokratische Republik Kongo.
Zur Unterstützung der Dokumentation sexueller Gewalt hat PHR MediCapt entwickelt, eine App, die die sichere digitale Aufzeichnung und Übertragung medizinischer Beweise ermöglicht.

### Asylprogramm
Das Asylprogramm von PHR setzt sich für verbesserte Bedingungen in US-amerikanischen Einwanderungshaftanstalten ein und dokumentiert Misshandlungen, die Asylsuchende in ihren Heimatländern und in US-amerikanischer Obhut erlitten haben. Das Netzwerk besteht aus Hunderten von freiwilligen Gesundheitsfachkräften, die medizinische Bewertungen für Überlebende von Menschenrechtsverletzungen durchführen und damit deren Asylanträge in den Vereinigten Staaten stärken.
2010 ging PHR eine Partnerschaft mit der Weill Cornell Medicine ein, um das Weill Cornell Center for Human Rights (WCCHR) zu schaffen, eine von Medizinstudenten geführte Menschenrechtsklinik, die Folterüberlebenden hilft, die in den Vereinigten Staaten Asyl suchen.

### Anti-Folter-Programm der USA
Das 2003 nach den ersten Berichten über Folter durch US-Militärpersonal gestartete Anti-Folter-Programm der USA (ATP) veröffentlichte eine Reihe von Untersuchungsberichten, die den Einsatz von Folter durch die US-Regierung bei der Verfolgung nationaler Sicherheitsziele dokumentierten. Der 2005 veröffentlichte Bericht „Break Them Down“ fand Beweise für systematische psychologische Folter durch das Militär. Weitere Berichte dokumentierten schwere körperliche und geistige Schäden durch Verhörmethoden und Menschenversuche in Guantanamo Bay.

### Forschung und Ermittlungen
Die Forschungs- und Ermittlungsabteilung von PHR dokumentiert Menschenrechtsverletzungen weltweit. Zu ihren Forschungsbereichen gehören Angriffe auf das Gesundheitswesen und Gesundheitspersonal, Massenverbrechen, Folter und sexuelle Gewalt.
Bemerkenswerte Untersuchungen umfassen:
- 1988: PHR-Forscher decken Beweise für den Einsatz chemischer Waffen der irakischen Regierung gegen ihre kurdischen Bürger auf.
- 1996: PHR-Teams exhumieren Massengräber auf dem Balkan und liefern Beweise für ethnische Säuberung an den Internationalen Strafgerichtshof für das ehemalige Jugoslawien (ICTY). Diese Arbeit trug zur Verurteilung von Radovan Karadžić wegen Kriegsverbrechen, Völkermord und Verbrechen gegen die Menschlichkeit bei.
- 2004: PHR-Forscher untersuchen Massenmorde in Darfur und sind die ersten, die die Ereignisse als Völkermord bezeichnen.
- 2011: PHR-Forscher beginnen mit der Dokumentation von Angriffen auf syrisches Gesundheitspersonal und Infrastruktur und erstellen eine interaktive Karte der Angriffe, die die systematische Zielerfassung von Krankenhäusern und Gesundheitspersonal durch die syrische Regierung aufzeigt.
- 2015: PHR veröffentlicht einen Bericht über den Zustand des Gesundheitswesens in Ost-Aleppo nach fast fünf Jahren des syrischen Konflikts, der zeigt, dass fast 95 % der Ärzte geflohen, inhaftiert oder getötet worden waren.

## Nationales Studentenprogramm
Das Nationale Studentenprogramm von PHR engagiert Medizinstudenten und junge Gesundheitsfachkräfte in der Gesundheits- und Menschenrechtsarbeit durch die Organisation lokaler Aktionen zu Menschenrechtsfragen, Bewusstseinsbildung auf dem Campus, Bildungsveranstaltungen und Aufrufe an gewählte Amtsträger zum Handeln. PHR hat Studentengruppen in den gesamten Vereinigten Staaten und arbeitet mit ihnen durch universitätsverbundene Asylkliniken und nationale Studentenkonferenzen zusammen.

## Aktuelle Arbeit
PHR setzt seine Arbeit in verschiedenen Krisengebieten fort:
- Ukraine: Dokumentation russischer Angriffe auf das Gesundheitswesen seit der Invasion 2022, einschließlich über 700 dokumentierter Angriffe auf Gesundheitseinrichtungen im ersten Jahr.
- Syrien: Fortsetzung der Dokumentation systematischer Angriffe auf medizinische Einrichtungen und Personal im Rahmen des syrischen Bürgerkriegs.
- Äthiopien, Kenia und Demokratische Republik Kongo: Untersuchung der Auswirkungen von Kürzungen der US-Gesundheitshilfe auf die lokalen Gesundheitssysteme.[9]

## Auszeichnungen
- 1997: Friedensnobelpreis (geteilt mit der International Campaign to Ban Landmines)